# Parawan (trał)

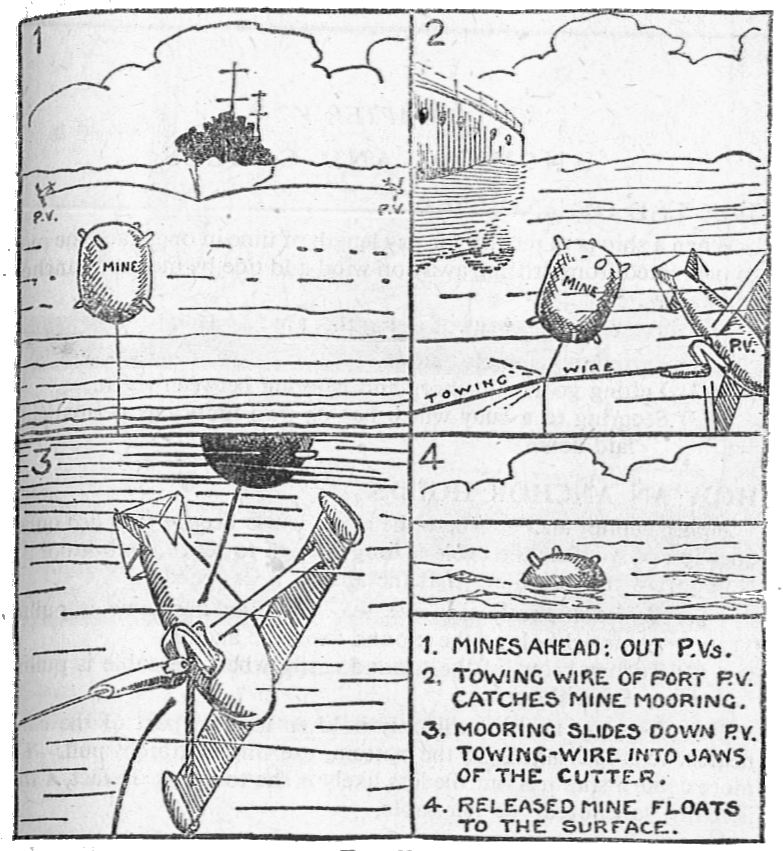

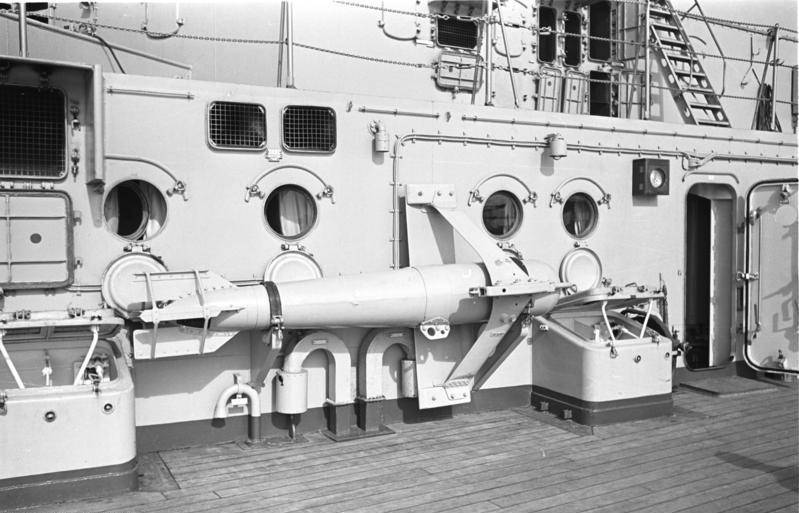
Pływak parawanu na pokładzie pancernika „Bismarck”

Parawan – trał morski, kontaktowy, podcinający, ciągnięty przed okrętem, w postaci dwóch lin zamocowanych do dziobu statku. Końce lin są odciągane na boki i utrzymywane w stanie naprężenia przez specjalne pływaki lub tarcze. W razie natknięcia się na minę kotwiczną, liny odsuwają jej minlinę od burt okrętu, w kierunku pływaka. Na końcu lin znajdują się przecinaki przecinające minlinę z dala od burty. Miny po wypłynięciu na powierzchnię niszczone są ogniem działek lub wkm-ów.
Trały typu parawan używane były na niewielką skalę, głównie podczas II wojny światowej. Wyposażona w nie była tylko część okrętów, głównie większych. Ich skuteczność była umiarkowana, gdyż nie zabezpieczały przed minami znajdującymi się dokładnie przed dziobem okrętu, niemniej jednak stanowiły jedyny indywidualny środek ochrony okrętów przed minami kotwicznymi. Użycie parawanu ograniczało także prędkość, jaką okręt mógł rozwijać. Parawanów zaprzestano stosować w związku z szerszym użyciem min niekontaktowych. 